# Minecraft: Story Mode
Minecraft: Story Mode is een computerspel ontwikkeld door Telltale Games en Mojang en uitgegeven door Telltale Games voor meerdere spelcomputers, waaronder de PlayStation, Xbox, Wii U, Switch, MacOS en Windows. Het point-and-click adventurespel is uitgekomen op 13 oktober 2015. Story Mode was van 2018 tot december 2022 beschikbaar als interactieve serie op Netflix.
Minecraft: Story Mode is gebaseerd op de spelserie Minecraft en bestaat uit een verhaalreeks van meerdere seizoenen en afleveringen. Seizoen 1 bevat acht afleveringen en verscheen vanaf 13 oktober 2015. Seizoen 2 bevat vijf afleveringen en verscheen vanaf 11 juli 2017.

## Plot
Story Mode vindt plaats in de wereld van Minecraft die bekend staat als de "Overworld". De personages zelf weten echter niet dat ze zich in een spel bevinden. Het hoofdpersonage Jesse gaat op avontuur met zijn vrienden om de The Order of the Stone te vinden.

## Gameplay
Spelers kunnen in het spel voorwerpen verzamelen, puzzels oplossen en met overige personages in de spelwereld praten via gespreksbomen om meer te weten te komen over het verhaal en te bepalen wat ze vervolgens moeten doen. Beslissingen die de speler neemt, zijn van invloed op gebeurtenissen in zowel de huidige aflevering als latere afleveringen.
Story Mode is bedoeld als een gezinsvriendelijke titel, in tegenstelling tot de vorige spellen van Telltale. Elementen van zelf voorwerpen knutselen en bouwen zijn volop aanwezig in de gameplay die centraal staat in Minecraft. Het spel bevat gevechts- en andere actiescènes.
De Netflix-versie van het eerste seizoen is volledig vooraf opgenomen en maakt gebruik van beperkte keuzes.

## Eindbaas
Wither Storm is de eindbaas in Story Mode. In tegenstelling tot de traditionele Wither, die in de basisversie van Minecraft voorkomt, is de Wither Storm specifiek gecreëerd voor Story Mode.
De Wither Storm is een enorm wezen met tentakels dat de hoofdvijand is in de eerste reeks van Minecraft: Story Mode. Het heeft de mogelijkheid om alles op zijn pad te vernietigen en groeit in omvang naarmate het meer energie absorbeert. Het hoofddoel van de spelers is om de Wither Storm te verslaan en de wereld te redden.
De Wither Storm verschilt aanzienlijk van de traditionele Wither in het basisspel van Minecraft, onder meer door enderman-achtige eigenschappen en de krachtige straal die blokken kan opzuigen.

## Ontvangst
Het spel ontving gemengde en middelmatige recensies. Men prees het verhaal, acteerwerk en de personages. Kritiek was er op de actie-elementen, die afwijken van de traditionele Minecraft-speelervaring.